# Comitas obliquicosta
Comitas obliquicosta é uma espécie de gastrópode do gênero Comitas, pertencente a família Pseudomelatomidae.